# Elizabeth Wagner Reed
Elizabeth Wagner Reed (27 de agosto de 1912 – 14 de julho de 1996) foi uma geneticista norte-americana e uma das primeiras cientistas a trabalhar na especiação de Drosophila. Reed fez várias descobertas na área da genética e dedicou a sua carreira a apoiar mulheres cientistas.